# Randall Tobias

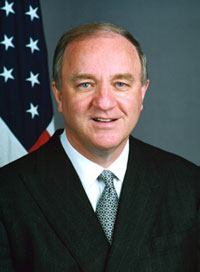
Randall Tobias

Randall L. Tobias (* 20. März 1942 in Remington, Indiana) ist ein ehemaliger US-amerikanischer Regierungsbeamter. Er war der Chef der US-Entwicklungsbehörde United States Agency for International Development. Zuvor war er unter anderem bei Eli Lilly and Company tätig. Er trat am 27. April 2007 zurück, nachdem eine Verbindung zum Call-Girl-Ring von Deborah Jeane Palfrey bekannt geworden war.
Er erhielt 2005 den Positive Ally Award der National Association of People with AIDS.